# Bandiera del Missouri
La bandiera del Missouri fu disegnata nel 1913, da Marie Elizabeth Watkins Oliver, moglie di un senatore dello Stato, e fino ad oggi è rimasta immutato.
La bandiera è composta da tre bande orizzontali di egual misura seguendo l'ordine Rosso, Bianco e Blu. I colori rappresentano gli ideali di: purezza, vigilanza e giustizia. I colori rappresentano anche le origini del Missouri, appartenente alla Louisiana francese.
Al centro della bandiera vi è il sigillo della nazione, bordato da un cerchio blu contenente 24 stelle bianche che simboleggiano l'annessione dello Stato all'unione come 24º componente.

## Bandiere storiche

Bandiera della Guardia dello Stato del Missouri (1861-1865)